# Flavio Briatore

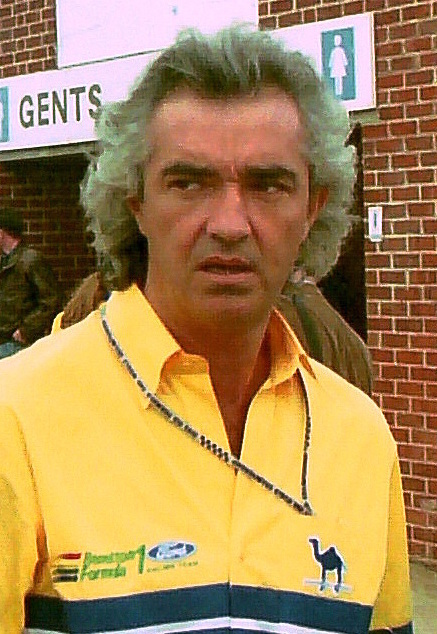
Flavio Briatore

Flavio Briatore (pronunciació en italià: [ˈflavjo briaˈtore]; nascut el 12 d'abril de 1950) és un empresari italià. Va ser el director esportiu de l'equip de Fórmula 1 de Renault des de gener de 2002 fins a setembre de 2009. Prèviament havia exercit les mateixes funcions a Benetton.
Històricament ha destacat per ser mànager de molts pilots de Fórmula 1, entre ells Michael Schumacher als seus inicis i d'altres pilots com Fernando Alonso, Jenson Button i Mark Webber.

## Trajectòria a la F1
- Benetton Formula - Director comercial (1988), Mànager (1988 - 1997, 2000 - 2001)
- Ligier - Propietari (1994 - 1996)
- Minardi - Co-propietari (1996)
- Supertec - (1999 - 2000)
- Renault F1 - Mànager (2002 - 2009)
- Alpine F1 Team - Assessor executiu (2024 - Present)